# 1892 en Russie
Chronologie de la Russie
- 1888
- 1889
- 1890
- 1891
- 1892
- 1893
- 1894
- 1895
- 1896

Cet article présente les faits marquants de l'année 1892 en Russie.

## Décès

### Février
- 29 février : Evgraf Sorokine, peintre russe (° 18 décembre 1821).